# 卡里利西克
51°30′29″N 33°0′59″E / 51.50806°N 33.01639°E
卡里利西克（烏克蘭語：Карильське）是位於烏克蘭北部切爾尼希夫州裏諾夫霍羅德-錫韋爾斯基區的村莊，始建於1600年，面積1.75平方公里，海拔高度125米，2001年人口981，人口密度每平方公里560.9人。